# 四帶無鬚魮號潛艦 (SS-220)
四帶無鬚魮號潛艦簡稱無鬚魮號潛艦，她是一艘貓鯊級潛艇，也是美國海軍第一艘以四帶無鬚魮（俗名虎皮魚）命名的軍艦。她創造了第二次世界大戰中美軍潛艇最傑出的戰績之一。她執行了十二次戰鬥巡邏任務，期間擊沉了17艘敵艦，總噸位達96,628噸，其中包括日本雲鷹號航空母艦，她因此獲得了總統單位表彰。在二戰期間她的第十二次也是最後一次巡邏中，她搭載了一群經過精心挑選的船員，炸毀了一列火車，這是日本本土島嶼上唯一一次地面作戰行動。